# 罗伯特·司提反
羅伯特一世·艾蒂安（Robert I Estienne；法語發音：[etjɛn]；1503年－1559年9月7日），又名羅伯特·司提反（拉丁語：Robertus Stephanus；英文：Robert Stephens）。1503年出生於巴黎，是宗教改革時期的印刷商和古典學者。他的父親亨利·艾蒂安（Henri Estienne）是艾蒂安印刷廠的創始人。父親去世後，他便成為艾蒂安印刷廠的老闆。
羅伯特．艾蒂安出版和再版了許多古典文獻以及《聖經》的希臘文和拉丁文譯本。在拉丁語、希伯來語和希臘語中，艾蒂安被稱為「國王的印刷商」，他最重要的作品是《拉丁語辭典》（Thesaurus linguae latinae），它被認為是現代拉丁語詞典編纂的基礎。此外，他還是第一個將《新約》分為標準經節編號印刷的人。
艾蒂安曾是一名天主教徒，後來成為新教徒。他出版的許多《聖經》都包含評論，這讓索邦大學的天主教神學家很不高興，他們試圖審查艾蒂安的作品。最終，被索邦神學院的偏見所勝過，艾蒂安和他的家人逃到了日內瓦，在那裡他繼續他的印刷工作，不受審查，並且出版了許多約翰．加爾文的作品。 1556年他成為日內瓦公民，1559年9月7日在那裡去世。在艾蒂安的四個兒子中，有兩個成為了有成就的印刷家，其中一個是亨利·艾蒂安（Henri Estienne），他繼承了祖父艾蒂安印刷廠的遺產。羅伯特．艾蒂安是艾蒂安家族中最成功的印刷商之一，也是當時最偉大的學者之一。與其他印刷商一起，艾蒂安為「法國印刷業的黃金時代」做出了貢獻。

## 生平簡介

### 早期生活
羅伯特．艾蒂安1503年生於巴黎。他是著名人文主義印刷商亨利．艾蒂安的次子，他精通拉丁文、希臘文和希伯來文。 1520年父親去世後，艾蒂安的印刷廠由父親以前的合作夥伴西門·科利纳（Simon de Colines）維持，他還娶了艾蒂安的母親－寡婦艾蒂安。由於父親去世時艾蒂安還未成年，科林斯和吉勒·內普弗（Gilles Nepveu, 他姐姐Nicole的丈夫或未婚夫）成為他的法定監護人。艾蒂安和科林斯很可能在艾蒂安印刷廠合作過一段時間。科林斯以其精緻的字體切割而聞名，而艾蒂安則以其準確性而聞名。
1526年，羅伯特．艾蒂安接管了父親的印刷廠，而科林斯則在附近建立了自己的公司。雙方同意將房屋、印刷設備和印刷用品各分一半。科林斯將他的店鋪搬到了艾蒂安店舖的街邊。雖然此後他們的關係性質基本不明，但學者們認為他們相互尊重，很可能繼續合作，共享字體和材料。儘管艾蒂安在1526年重新建立了他父親的印刷店，但他作為學者－印刷商的第一個獨立項目可以追溯到1524年。他在巴黎尋找手稿，正要出版一本拉丁文版的《聖經》時。他已經印製了一本新約聖經，但他在文本中引入的一些細微的改動給他帶來了神學院的責難。這是他和該機構之間一連串糾紛的第一個。大約在這個時候，他加入了更正教會。
1526年，艾蒂安與Perrette Badius結婚，後者的父親Josse Badius Ascensius開了一家印刷廠，給艾蒂安提供了僅靠父親的材料所缺乏的印刷資源。1535年她父親去世後，艾蒂安合併了艾蒂安和巴迪斯的印刷業務。他的第一本《武加大聖經》於1527年出版。在他從事《聖經》工作的同時，他通過出版一系列八開本來增加收入和聲譽，這些八開本是關於西塞羅和盧西恩等學者的小型廉價教育書籍。

### 拉丁文經典
羅伯特．艾蒂安以其「御用排版師」的頭銜，通過對文法作品和其他教科書以及古典和教父學作家，如卡西乌斯·狄奥、西塞羅、撒路斯提烏斯、尤利烏斯．凱撒、殉道者游斯丁、君士坦丁堡的蘇格拉底和索佐門的大量版本印刷，促進了艾蒂安印刷廠的發展。在他職業生涯的前十五年裡，艾蒂安將他的印刷重點放在五位拉丁經典作家身上，特別是西塞羅、特倫斯、普勞圖斯、普林尼和維吉爾。從1541年到1545年，他出版的作家作品數量幾乎增加了三倍。學者們認為，艾蒂安因為他出版的《聖經》和天主教會的麻煩，使他出版了更多拉丁古典文學作者的著作，作為一種緩衝。
艾蒂安出版的許多經典作品，特別是希臘文版本（使用克勞德．加拉蒙製作的字體印刷），因其排版的優雅而聞名。從艾蒂安的出版社發行的主要版本共有八種。他從《教會歷史》（Historia ecclesiastica，1544年）開始，到阿庇安的《羅馬史》（Historia Romana，1551年）結束。最後一部是在艾蒂安離開巴黎後，由他的弟弟查爾斯完成的，並以查爾斯的名字出現。艾蒂安還印刷了許多拉丁文經典的版本，其中1532年的對開本《維吉爾》最值得一提。他印製了大量的拉丁文語法和其他教育著作，其中許多是他的朋友與人文主義事業的同事Mathurin Cordier寫的。艾蒂安曾接受過沖壓訓練，但沒有任何字體被確認為他自己的。然而，艾蒂安確實監督了當時最優秀的沖壓師的工作，如克勞德·加拉蒙。在艾蒂安的指導下，加拉蒙設計了法國國王使用的希臘字體，該字體被用於印刷第一版《羅馬史》。因此，艾蒂安是第一個獲准使用國王的希臘字體的印刷商。

### 辭典編纂
羅伯特．艾蒂安是當時最好的印刷商之一，他被要求從最好的拉丁文作者中編纂一部詞典，或者自己製作一部詞典；1531年，他出版了《拉丁語辭典》（Thesaurus linguae latinae），這本詞典被一些學者認為是現代拉丁語詞典編纂的基礎。而且，這部詞典使艾蒂安成為「法語詞典編纂之父」。該書共964頁，在1536年和1543年分三冊進行了改進。被認為是他「最偉大的拉丁語學術紀念碑」。
根據他在《拉丁語辭典》方面的工作，他於1538年出版了《高盧拉丁詞典》，於1540年出版了《法語詞典》。這些詞典在當時優於其他詞典，因為非經典元素已經被編輯掉了；在確定單詞時，檢查了它們在上下文中的正確性和適用性；而且引文完全來自經典作者。此外，它還將一致性應用於詞序，因為詞典編纂者對詞的順序是按字母還是按詞源排序存在分歧。艾蒂安的詞庫是以單詞的前三個字母為基礎按字母順序排列，然後按詞源學進行分組。在1540年代，他開始出版更簡潔的學校字典。這些詞典中有許多被翻譯成其他語言，如德語和法蘭德斯語。從1528年到1580年，他出版了幾個版本的希臘字母（Alphabetum graecum），這是文藝復興時期希臘正字法的代表。

### 宗教文本
羅伯特．艾蒂安早在1528年就開始用拉丁文印刷《聖經》，但他在1546年印刷了他的第一本希臘文《新約》。儘管它類似於伊拉斯謨的作品，但艾蒂安聲稱受到古代抄本的影響更多。前兩部是優美的希臘文，稱為O mirifica。第三部也是最重要的一部被稱為Editio Regia或「皇家版」（Royal edition），1550年為國王亨利二世出版。它之所以重要，是因為加拉蒙製作的希臘字體成為歐洲印刷商使用最多的希臘字體，它結合了15種以上的希臘文資料，並在空白處做了註釋。1550年的版本被稱為公認文本（Textus Receptus），是許多世代的標準文本。1551年版包含伊拉斯謨和武加大的拉丁文譯本。正是在這一版中，首次引入了將新約聖經分成節句的做法。
在他完成《武加大》之後，他開始發展自己的風格。他對研究原文而不是翻譯感興趣。此外，他有興趣寫評論，以幫助一個普通讀者理解學術文本，以至於加入自己的解釋。此外，艾蒂安在《希臘文新約》第四版中的註釋，引發了索邦大學與他的對立。他出版了兩個版本的希伯來聖經。艾蒂安收購武加大手稿，並在巴黎和整個職業生涯中如1527年，1532年，1540年，和1546年印刷了一些版本。在1532年的版本中，他加入了一個序言，說他們的文本已經被修復。在這個版本中，他把使徒行傳放在福音書和保羅的書信之間，這是大多數聖經的標準。在此之前，使徒行傳通常是放在最後。
他的版本，特別是1546年，包含了一個新的翻譯放在武加大譯本的一側，是尖銳和激烈的批評神職人員的主題。1539年，他獲得了拉丁語和希伯來語「國王的印刷商」的稱號，後來又獲得了希臘語的稱號。這激起了索邦大學的憤怒，因為艾蒂安已經從天主教改信基督新教。索邦大學反對當時的人文主義理想，並試圖對艾蒂安的出版商進行審查。他受到法國的法蘭西斯一世的保護，他與法蘭西斯一世之間有強大的贊助和友誼；艾蒂安協助法蘭西斯一世印刷批准政策的文件，這些文件確立了他的權力並使之合理化。後來，艾蒂安發表了一份文件，告知公眾法國王室、德國新教徒和土耳其王室之間的聯盟對於歐洲的宗教和平是有益處的。1538年，法蘭西斯一世要求艾蒂安將他印製的每一本希臘書籍都贈送一份，以建立皇家圖書館，這也成為第一個版權圖書館。然而，1547年法蘭西斯一世去世後，由亨利二世繼位，艾蒂安在1550年左右逃到日內瓦。他帶來了他的印刷材料，包括由加拉蒙製作的希臘字體。

### 日內瓦時期
羅伯特．艾蒂安抵達日內瓦後，於1552年發表了一篇針對索邦大學攻擊的辯護文章，名為《給巴黎神學家的答覆》（Reply to the Paris Theologians）。它最初以拉丁文出版。後來艾蒂安把它翻譯成法文，再次出版。在《給巴黎神學家的答覆》中，他逐一回應索邦大學的神學家對他的指控。艾蒂安在日內瓦建立了他的印刷公司，他的弟弟查爾斯（Charles）幫助經營在巴黎的公司。然而，查爾斯死於債務人監獄後，羅伯特二世（Robert II）接管了這家公司。在日內瓦，艾蒂安於1553年發行了《法語聖經》和許多約翰．加爾文的著作，包括1553年的《基督教要義》。1556年，他成為日內瓦共和國公民，1559年9月7日，他在日內瓦去世。艾蒂安的其他兒子亨利二世和François在他去世後，繼續經營艾蒂安日內瓦的商店。羅伯特．艾蒂安是艾蒂安家族中最成功的印刷商之一，也是當時最優秀的學者之一。法蘭西斯一世統治時期被認為是「法國印刷術的黃金時代」的部分原因正是由於艾蒂安。

## 出版商標
羅伯特．艾蒂安在他的出版上使用了幾種壓印。1544年，艾蒂安在《Preparatio Evangelica》的扉頁上首次出現了橄欖枝和蛇纏繞在長矛上的壓印。它像徵著戰爭與和平時期的智慧。它下面的格言翻譯為「獻給睿智的國王和勇敢的戰士」。另一個壓印叫做艾蒂安家族的橄欖，上面有羅馬書11:20的字樣，Noli altum sapere（不可驕傲）。該壓印顯示了一個人站在橄欖樹旁。學者們認為這個人是使徒保羅，他在肯定信仰的重要性。這與艾蒂安與新教改革的關係是一致的。橄欖樹的意思是代表知識之樹。這個手法可能是對索邦大學的天主教神學家「缺乏謙遜」的微妙攻擊。